# クロストリジウム属
クロストリジウム属（英: Clostridium）は、細菌の一属である。偏性嫌気性で芽胞を形成するグラム陽性の桿菌である。この属名は、ギリシャ語のkloth（捻じれ）から派生したklostridion（小さい捻じれたもの）から来ており、ラテン語化するとClostridium となる。
クロストリジウム属の菌は、土壌内部や生物の腸内などの酸素濃度が低い環境に生息する偏性嫌気性菌であり、酸素存在下では増殖できない。一般に偏性嫌気性菌は、スーパーオキシドディスムターゼやカタラーゼなどの活性酸素を無毒化する酵素を持たないため、酸素がある通常の環境下では不活化するが、クロストリジウム属細菌は酸素存在下で、耐久性の高い芽胞を作って休眠することで、死滅を免れることができる。この性質から、他の偏性嫌気性菌が生き残れない状態でも生き残るため、偏性嫌気性菌の中では比較的古くからその存在が発見され、研究が進められてきた。
ハイム・ワイツマン（後にイスラエル初代大統領）による1919年の特許によりデンプンから発酵によって工業的な規模でのアセトン・ブタノール生産が可能になったが、この発酵に用いられたのもクロストリジウム属細菌であり、第一次世界大戦中は燃料や火薬の原材料として破砕したトウモロコシからアセトンを生産していた。この発酵生産法（アセトン-ブタノール-エタノール発酵）は化学合成法が発達する1950年代まで、アセトンやブタノールの主な生産法であった。
2013年の時点では206種 (分類学)と5亜種が知られている。2016年に C. difficile と C. mangenotii の2種がクロストリディオイデス属へ移行し、さらに2024年に C. manganotii が Metaclostridioides属へ移行した。これら2種は単型である。 

## 病原性クロストリジウム属菌
次のクロストリジウム属5種（現在は4種）はヒトに対する病原性を有する。
C. botulinum（クロストリジウム・ボツリヌム）
ボツリヌス菌。土壌中などの自然環境中に広く存在。ソーセージや真空パックの食品中や傷口内で、ボツリヌス中毒を引き起こすボツリヌストキシンを産生する。蜂蜜などにC. botulinumの芽胞が入り込んだ場合、1歳未満のヒト(乳児)に対するボツリヌス中毒（乳児ボツリヌス症）の感染源となる。その場合、最終的に乳児の呼吸関連の筋肉を麻痺させる。ある程度以上の年齢なら、他の細菌が消化器官に生息するようになりその細菌との競合にC. botulinumは生育速度の差で勝てないために、C. botulinumで汚染された蜂蜜を食べても問題はない。このような毒性の一方で、C. botulinumは商業上も利用されている。
C. tetani（クロストリジウム・テタニ）
破傷風菌。土壌中に芽胞の形で多く存在する。傷口から感染し、テタヌストキシンを産生して破傷風の原因になる。名前の由来は、破傷風が激しい痙攣を伴うことから、ギリシャ語で「筋肉の緊張」を意味する古代ギリシア語: τέτανοςおよび「伸びる」を意味するτείνεινである。
C. difficile（クロストリディオイデス・ディフィシル）
ヒトや動物の腸内に生息。抗生物質に比較的抵抗性で、抗生物質大量投与時に、他の腸内細菌が死滅したときに過剰に増殖して（菌交代症）、偽膜性大腸炎[ 英: Clostridioides difficile colitis ]の原因になる。
2016年に同菌はクロストリディオイデス属に再分類された。
C. perfringens（クロストリジウム・パーフリンゲンス）
ウェルシュ菌。以前ではC. welchiiと呼称されていた。ヒトや動物の腸内に生息する常在菌の一種だが、一部の菌種は毒素を産生して、食中毒の原因になる。また傷口に感染して、重篤なガス壊疽を起こす事もある。また、羊とヤギにおいては、エンテロトキセミア(過食症または髄様腎臓病)の原因となる。C. perfringensはまた、酵母の代替としてソルトライジングブレッド[ 英: salt rising bread ]の発酵に用いることができる。クロストリジウム属の中では例外的に、鞭毛を持たない。
C. sordellii（クロストリジウム・ソルデリ）
中絶後に非常にまれに致命的な感染症を引き起こす。2000年以降、年間一件未満で報告されている。また、中国料理の珍味のアナツバメの巣で見出されることがある。このため、アメリカ合衆国に輸出する前にアナツバメの巣は亜硫酸で殺菌処理される。
このほか、C. novyiやC. septicumなどのガス壊疽菌群は傷口に感染して、重篤なガス壊疽を起こす。ガス壊疽が発生した際に、外科的な切除、抗菌薬の投与に加えて、クロストリジウム属が偏性嫌気性であることを利用して高気圧酸素治療が試みられることもある。

## 商業的に利用されるクロストリジウム属菌
C. thermocellum（クロストリジウム・サーモセラム）
好熱性。セルロソームという特徴的な酵素複合体を有し、効率的なセルロース分解を行う。また、C. thermocellumのセルロース分解は酸素を要求しない。しかも、この細菌は好熱性であるため、発酵の進行とともに培養槽温度を上昇させる発酵熱を除去する冷却コストを削減することができる。このため、リグノセルロース系資材を基質とした燃料エタノール生産に利用できる。
Clostridium acetobutylicum（クロストリジウム・アセトブチリクム）
アセトン-ブタノール-エタノール発酵を行う。1910年ごろ、ハイム・ヴァイツマン[ 英: Chaim Weizmann ]（イスラエル初代大統領）によって発見され、また、火薬とトリニトロトルエンの生産のためにデンプンからのアセトンとブタノールの生物学的生産に用いられた。このため、「Weizmann organism」と呼ばれる。この株は近年バイオブタノール合成の研究で注目されている。
C. butyricum（クロストリジウム・ブチリカム）
本属のタイプ種である。酪酸菌群を含み、整腸剤としても用いられる。腸内常在菌「宮入菌」など有用な株がある一方、一部の株はE型ボツリヌストキシンを産生し食中毒の原因となる。MIYAIRI 588株は、病原菌のC. difficile の生育後期の増殖を阻害するため、日本、韓国、中国で販売されている。
C. botulinum（クロストリジウム・ボツリヌム）
前述のボツリヌス菌は、致死性の神経毒であるボツリヌストキシンを産生するが、このボツリヌストキシンは希釈することでボツリヌス毒素A製剤[ 英: botulinum toxin type A ](商品名：ボトックス[ 英: Botox ])として、顔面の加齢しわを軽減させる美容用薬品として商品化されている。具体的には、顔面に注射することで額の筋肉の運動を抑制し、加齢によるしわの発生を防止する。また、ボトックスは痙性斜頸の治療や、12から16週間ほど効果がある鎮痛剤としても利用されている。
C. ljungdahlii（クロストリジウム・リュングダリイ）
好気性のC. ljungdahliiは食用の廃鶏で、合成ガス(化石燃料やバイオマスから生じる一酸化炭素と水素の混合ガス)といった単一の炭素源からエタノールを合成することが発見された。このことは、化石燃料やバイオマスの非効率的な燃料からエタノールを合成できることを意味する。この細菌を用いた、合成ガスからエタノールを生産する試みは米フェイエットビル (アーカンソー州) で「BRI Energy facility」のパイロットプラントで行われている。
クロストリジウム属菌はガン細胞を選択的に攻撃することが知られており、また、いくつかの菌株は充実性腫瘍へ入り込んで増殖することができる。このため、非病原性のクロストリジウム属菌は腫瘍へと治療用タンパク質の運搬に利用できる可能性があり、実用化に向けた研究が進められている。
病原性クロストリジウム属菌は、近年、医療分野においてその偏性嫌気性菌としての能力を利用したがん治療への応用が期待されている。また、(Shaw 2010)によって、自閉症をもつ小児の尿より本属が作り出す物質3-(3-ヒドロキシフェニル)-3-ヒドロキシプロパン酸(略称：HPHPA) が高濃度で検出される報告がなされ、カビ毒の向神経作用が注目された。
C. beijerinckiiやC. butyricum等の混合体は廃酵母から水素[ 英:  biohydrogen ]を産生する